# اغلان تپه ساوجبلاغ
اغلان تپه ساوجبلاغ مربوط به هزاره۱ است و در شهرستان ساوجبلاغ، روستای اقلان تپه واقع شده و این اثر در تاریخ ۲ بهمن ۱۳۸۲ با شمارهٔ ثبت ۱۰۸۳۴ به‌عنوان یکی از آثار ملی ایران به ثبت رسیده است.